# Südafrikanische Cricket-Nationalmannschaft in Australien in der Saison 2001/02
Die Tour der südafrikanischen Cricket-Nationalmannschaft nach Australien in der Saison 2001/02 fand vom 5. Dezember 2001 bis zum 2. Januar 2002 statt. Die internationale Cricket-Tour war Teil der internationalen Cricket-Saison 2001/02 und umfasste drei Test Matches. Australien gewann die Testserie 3-0.

## Vorgeschichte
Australien spielte zuvor eine Tour gegen Neuseeland, Südafrika gegen Indien. Das letzte Aufeinandertreffen der beiden Mannschaften in einer Tour fand in der Saison 1999/2000 in Südafrika statt. Im Anschluss an die Tour spielten die beiden Mannschaften zusammen mit Neuseeland ein Drei-Nationen-Turnier.

## Stadien
Für die Tour wurden folgende Stadien als Austragungsorte vorgesehen.
| Stadion                  | Stadt     | Kapazität | Spiele  |
| ------------------------ | --------- | --------- | ------- |
| Adelaide Oval            | Adelaide  | 53.583    | 1. Test |
| Melbourne Cricket Ground | Melbourne | 100.024   | 2. Test |
| Sydney Cricket Ground    | Sydney    | 48.000    | 3. Test |

## Kader
Australien benannte seinen Kader am 9. Dezember 2001.
| Test | Test |
| Australien | Südafrika |
| --- | --- |
| - Steve Waugh (K) - Andy Bichel - Adam Gilchrist (wk) - Jason Gillespie - Matthew Hayden - Justin Langer - Brett Lee - Stuart MacGill - Glenn McGrath - Damien Martyn - Ricky Ponting - Shane Warne - Mark Waugh | - Shaun Pollock (K) - Nicky Boje - Mark Boucher (wk) - Boeta Dippenaar - Allan Donald - Herschelle Gibbs - Nantie Hayward - Claude Henderson - Jacques Kallis - Gary Kirsten - Lance Klusener - Neil McKenzie - Makhaya Ntini - Justin Ontong |

## Tour Matches
| 5. Dezember Scorecard | Perth | South Africans 257-9 (50)          | – | ACB Chairman’s XI 209 (44.1) |
|                       |       | South Africans gewinnt mit 48 Runs |   |                              |

| 7.–10. Dezember Scorecard | Perth | South Africans 367 (86.3) & 390-5 (98.5) | – | Western Australia 600-8d (166) |
|                           |       | Remis                                    |   |                                |

| 20.–23. Dezember Scorecard | Sydney | South Africans 498 (128.1) & 269-5d (80) | – | New South Wales 385-6d (123) & 135-2 (41) |
|                            |        | Remis                                    |   |                                           |

## Test Matches

### Erster Test in Adelaide
| 14.–18. Dezember Scorecard | Adelaide | Australien 439 (141) & 309-7d (78.1) | – | Südafrika 374 (121.4) & 128 (67) |
|                            |          | Australien gewinnt mit 246 Runs      |   |                                  |

### Zweiter Test in Melbourne
| 26.–29. Dezember Scorecard | Melbourne | Südafrika 277 (103.5) & 219 (75.1) | – | Australien 487 (139) & 10-1 (3) |
|                            |           | Australien gewinnt mit 9 Wickets   |   |                                 |

### Dritter Test in Sydney
| 2.–5. Januar Scorecard | Sydney | Australien 554 (144.2) & 54-0 (10.1) | – | Südafrika 154 (62.2) & 452 (141.5) (f/o) |
|                        |        | Australien gewinnt mit 10 Wickets    |   |                                          |

## Statistiken
Die folgenden Cricketstatistiken wurden bei dieser Tour erzielt.
| Tests            | Tests      | Tests   | Tests   | Tests   | Tests   | Tests   | Tests   | Tests   |
| Batting          | Batting    | Batting | Batting | Batting | Batting | Batting | Batting | Batting |
| Spieler          | Mannschaft | Spiele  | Innings | Runs    | Average | HS      | 100s    | 50s     |
| ---------------- | ---------- | ------- | ------- | ------- | ------- | ------- | ------- | ------- |
| Matthew Hayden   | Australien | 3       | 6       | 429     | 107,25  | 138     | 3       | 0       |
| Justin Langer    | Australien | 3       | 6       | 365     | 73,00   | 126     | 2       | 1       |
| Damien Martyn    | Australien | 3       | 4       | 299     | 149,50  | 124*    | 2       | 1       |
| Jacques Kallis   | Südafrika  | 3       | 6       | 245     | 49,00   | 99      | 0       | 2       |
| Gary Kirsten     | Südafrika  | 3       | 6       | 245     | 40,83   | 153     | 1       | 0       |
| Bowling          |            |         |         |         |         |         |         |         |
| Spieler          | Mannschaft | Spiele  | Overs   | Wickets | Average | BBI     | 5W      | 10W     |
| Shane Warne      | Australien | 3       | 173.3   | 17      | 27,82   | 5/113   | 1       | 0       |
| Glenn McGrath    | Australien | 3       | 139     | 14      | 25,00   | 3/13    | 0       | 0       |
| Brett Lee        | Australien | 3       | 105     | 9       | 34,88   | 3/77    | 0       | 0       |
| Shaun Pollock    | Südafrika  | 3       | 112     | 8       | 39,00   | 3/84    | 0       | 0       |
| Claude Henderson | Südafrika  | 3       | 120.1   | 8       | 60,00   | 4/116   | 0       | 0       |

## Player of the Series
Als Player of the Series wurden die folgenden Spieler ausgezeichnet.
| Serie | Player of the Series |
| ----- | -------------------- |
| Test  | Matthew Hayden       |

### Player of the Match
Als Player of the Match wurden die folgenden Spieler ausgezeichnet.
| Spiel   | Player of the Match          |
| ------- | ---------------------------- |
| 1. Test | Shane Warne                  |
| 2. Test | Matthew Hayden               |
| 3. Test | Matthew Hayden Justin Langer |